# Chelsea Brummet
Chelsea Jean Brummet, född 28 januari 1987 i Elgin, Illinois, är en amerikansk skådespelerska, sångerska och låtskrivare. Hon var programledare för serien All that (2002–2005).

## Filmografi
- Lure (2008)
- The War at Home (2006)
- All That (2002 – 2005)
- Drake & Josh (2004)
- Gilmore Girls (2003)
- What I Like About You (sv: Ska du säga!) (2002)